# .us
Pour les articles homonymes, voir US.

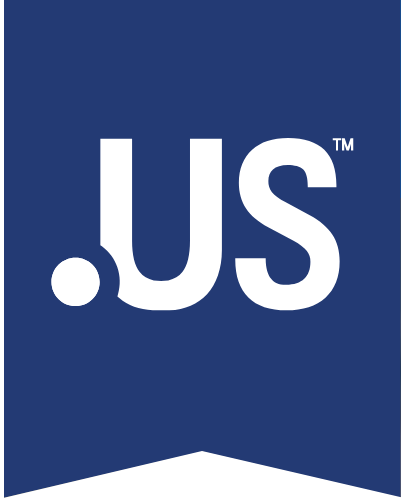
Logo de .us, le domaine de premier niveau de code pays Internet (ccTLD) pour les États-Unis

.us est le domaine de premier niveau national (country code top level domain : ccTLD) réservé aux États-Unis.
Bien que ce domaine existe depuis le début des TLD (1985), il est très peu utilisé par les entreprises et les particuliers basés aux États-Unis, au profit des .com, .org ou .net.
Jusqu'en 2002, l'enregistrement des domaines n'était possible qu'au troisième niveau. Il s'est popularisé depuis son ouverture, en raison, notamment, de l'utilisation du nom de domaines jouant sur le pronom anglais us (nous).

## Domaines de second niveau des différents États
- .ak.us : Alaska
- .al.us : Alabama
- .ar.us : Arkansas
- .az.us : Arizona
- .ca.us : Californie
- .co.us : Colorado
- .ct.us : Connecticut
- .dc.us : District of Columbia
- .de.us : Delaware
- .fl.us : Floride
- .ga.us : Géorgie
- .hi.us : Hawaii
- .ia.us : Iowa
- .id.us : Idaho
- .il.us : Illinois
- .in.us : Indiana
- .ks.us : Kansas
- .ky.us : Kentucky
- .la.us : Louisiane
- .ma.us : Massachusetts
- .md.us : Maryland
- .me.us : Maine
- .mi.us : Michigan
- .mn.us : Minnesota
- .mo.us : Missouri
- .ms.us : Mississippi
- .mt.us : Montana
- .nc.us : Caroline du Nord
- .nd.us : Dakota du Nord
- .ne.us : Nebraska
- .nh.us : New Hampshire
- .nj.us : New Jersey
- .nm.us : Nouveau-Mexique
- .nv.us : Nevada
- .ny.us : New York
- .oh.us : Ohio
- .ok.us : Oklahoma
- .or.us : Oregon
- .pa.us : Pennsylvanie
- .ri.us : Rhode Island
- .sc.us : Caroline du Sud
- .sd.us : Dakota du Sud
- .tn.us : Tennessee
- .tx.us : Texas
- .ut.us : Utah
- .vt.us : Vermont
- .va.us : Virginie
- .wa.us : Washington
- .wi.us : Wisconsin
- .wv.us : Virginie-Occidentale
- .wy.us : Wyoming

Note : Les Samoa américaines, Guam, Porto Rico, et les Îles Vierges américaines ont leur propre domaine de premier niveau (respectivement .as, .gu, .pr, .vi).